# El tío Petros y la conjetura de Goldbach
El tío Petros y la conjetura de Goldbach es una novela de 1992 escrita por el griego Apostolos Doxiadis. Más tarde, en 1998, la revisó y actualizó, traduciéndola, además, al inglés.
La novela, escrita en primera persona, trata de la relación entre un joven en busca de su vocación y su tío, un genio matemático que se recluye de su familia y del resto del mundo científico intentando demostrar que «cualquier número par mayor que dos es igual a la suma de dos números primos», un famoso problema abierto conocido como la Conjetura de Goldbach. 
En la historia participan personajes de la vida real, famosos matemáticos contemporáneos entre sí, como G. H. Hardy, Kurt Gödel, Alan Turing y Srinivasa Ramanujan.
El libro, a pesar de tratar sobre matemática, no se aleja nunca del género literario, y fundamentalmente, más que describir problemas y conceptos, lo que hace es dar una perspectiva de la vida que lleva cada matemático consigo, en relación con el universo en que está inmerso.

## Argumento
El anciano tío Petros vive retirado de la vida social y familiar, entregado al cuidado de su jardín y a la práctica del ajedrez. Su sobrino, sin embargo, descubre motivado por la curiosidad que el tío Petros fue un matemático eminente, profesor en Alemania e Inglaterra, niño prodigio en esta disciplina y estudioso totalmente absorto en sus investigaciones científicas.
Como irá descubriendo el sobrino, y el lector con él, la vida de Petros Papachristos ha girado durante años en torno a la famosa conjetura de Goldbach, un problema en apariencia sencillo, pero que durante más de dos siglos nadie ha conseguido resolver.
En El tío Petros y la conjetura de Goldbach las matemáticas adquieren una dimensión simbólica, y los esfuerzos de un estudioso por resolver un enigma reflejan la lucha prometeica del ser humano por conquistar lo imposible.

## Historia editorial
Como una estrategia publicitaria, los editores (Bloomsbury en Estados Unidos y Faber and Faber en Reino Unido) anunciaron que se daría un premio de 1 millón de dólares a cualquiera que consiguiera demostrar la Conjetura, dentro de los dos años de publicación. Como se esperaba, debido a la dificultad del problema, este premio nunca fue reclamado.[cita requerida]